# Xã Burke, Quận Pipestone, Minnesota
Xã Burke (tiếng Anh: Burke Township) là một xã thuộc quận Pipestone, tiểu bang Minnesota, Hoa Kỳ. Năm 2010, dân số của xã này là 209 người.